# Antònia Allès i Pons
Antònia Allès i Pons, més coneguda com a Tuni Allès, (Ferreries 1956) és una política menorquina. Fou consellera d'Economia i Medi ambient del Consell Insular de Menorca i secretària general del Partit Socialista de Menorca.
Durant el govern del Pacte de Progrés (1999-2003) va ser directora general de comerç del Govern Balear a la Vicepresidència del Govern i Conselleria d'Economia que ostentà Pere Sampol.
Entre els anys 1991 i 1999 va encapçalar la candidatura de l'Entesa de l'Esquerra de Ferreries.
Fou la candidata de la coalició electoral PSM-Verds a la presidència del Consell Insular de Menorca en les eleccions que se celebraren dia 27 de maig de 2007.
A l'assemblea general del PSM celebrada al 17 de novembre del 2007 fou reelegida secretària general del Partit.